# La Petite Mort (court métrage)
Pour les articles homonymes, voir Petite mort.
Pour plus de détails, voir Fiche technique et Distribution.
La Petite Mort est un court métrage français réalisé par François Ozon, sorti en 1995.

## Synopsis
Un jeune photographe homosexuel, son amant, sa sœur, son père et des photos...

## Fiche technique
- Titre : La Petite Mort
- Réalisation : François Ozon
- Scénario : François Ozon, Didier Blasco
- Pays :  France
- Langue : français
- Durée : 26 minutes
- Genre : court métrage
- Date de sortie :
  -  France : 1995

## Distribution
- François Delaive : Paul
- Camille Japy : Camille
- Martial Jacques : Martial
- Michel Beaujard : le père